# Diskografie Tinie Tempaha
Toto je seznam vydané diskografie britského rappera Tinie Tempaha.

## Alba

### Studiová alba
| Disc-Overy                                                                              | - Vydáno: 1. října 2010 - Vydavatelství: Disturbing London, Parlophone     | 1 | 71 | —  | 24 | 2  | 31 | 73 | 21 | - BPI: 3× Platinum |
| Demonstration                                                                           | - Vydáno: 1. listopadu 2013 - Vydavatelství: Disturbing London, Parlophone | 3 | 22 | 66 | —  | 13 | 40 | 29 | —  | - BPI: Gold        |
| Youth                                                                                   | - Vydáno: 14. dubna 2017 - Vydavatelství: Disturbing London, Parlophone    | 9 | —  | —  | —  | 76 | —  | 99 | —  | - BPI: Gold        |
| "—" značí, že se nahrávka neumístila v hitparádách nebo v tomto území ani nebyla vydána |                                                                            |   |    |    |    |    |    |    |    |                    |

### Mixtapy
| Chapter 1 Verse 1-22                                                                    | - Vydáno: 22. ledna 2005 - Vydavatelství: Disturbing London     | —  |
| Hood Economics Room 147                                                                 | - Vydáno: 26. listopadu 2007 - Vydavatelství: Disturbing London | —  |
| The Micro Mixtape (hosted by DJ Whoo Kid)                                               | - Vydáno: 5. prosince 2010 - Vydavatelství: Disturbing London   | —  |
| Foreign Object (hosted by DJ Whoo Kid)                                                  | - Vydáno: 12. května 2011 - Vydavatelství: Disturbing London    | —  |
| Happy Birthday                                                                          | - Vydáno: 16. prosince 2011 - Vydavatelství: Disturbing London  | 97 |
| Junk Food                                                                               | - Vydáno: 14. prosince 2015 - Vydavatelství: Disturbing London  | 73 |
| "—" značí, že se nahrávka neumístila v hitparádách nebo v tomto území ani nebyla vydána |                                                                 |    |

## Extended play
| Název                        | Detaily                                                     |
| ---------------------------- | ----------------------------------------------------------- |
| Sexy Beast Vol. 1            | - Vydáno: 3. června 2009 - Vydavatelství: Disturbing London |
| iTunes Festival: London 2010 | - Vydáno: 6. srpna 2010 - Vydavatelství: Disturbing London  |

## Singly

### Jako hlavní umělec
| "Pass Out"                                                                     | 2010 | 1  | 70 | —  | —  | 6  | 54 | 33 | —  | —  | —  | - BPI: 2× Platinum - ARIA: Gold                                                                  | Disc-Overy     |
| "Frisky" (feat. Labrinth)                                                      | 2010 | 2  | —  | —  | —  | 3  | —  | —  | —  | —  | —  | - BPI: Platinum                                                                                  | Disc-Overy     |
| "Written in the Stars" (feat. Eric Turner)                                     | 2010 | 1  | 34 | 75 | 18 | 1  | 19 | 13 | 10 | 47 | 12 | - BPI: 2× Platinum - ARIA: Platinum - MC: Platinum - GLF: Platinum - RMNZ: Gold - RIAA: Platinum | Disc-Overy     |
| "Miami 2 Ibiza" (se Swedish House Mafia)                                       | 2010 | 4  | —  | 36 | 22 | 5  | 10 | —  | 10 | 19 | —  | - BPI: Platinum - ARIA: 2× Platinum - GLF: 5× Platinum                                           | Disc-Overy     |
| "Invincible" (feat. Kelly Rowland)                                             | 2010 | 11 | 38 | 62 | —  | 13 | 53 | 5  | —  | 33 | —  | - BPI: Silver - RMNZ: Gold                                                                       | Disc-Overy     |
| "Wonderman" (feat. Ellie Goulding)                                             | 2011 | 12 | —  | —  | —  | 16 | —  | —  | —  | —  | —  | - BPI: Gold                                                                                      | Disc-Overy     |
| "Till I'm Gone" (feat. Wiz Khalifa)                                            | 2011 | 24 | —  | —  | —  | 32 | —  | —  | —  | 69 | 90 | - BPI: Silver                                                                                    | Disc-Overy     |
| "Trampoline" (feat. 2 Chainz)                                                  | 2013 | 3  | 61 | —  | —  | 29 | —  | —  | —  | —  | —  | - BPI: Silver                                                                                    | Demonstration  |
| "Children of the Sun" (feat. John Martin)                                      | 2013 | 6  | 74 | 43 | —  | 22 | —  | —  | —  | 47 | —  | - BPI: Silver                                                                                    | Demonstration  |
| "Lover Not a Fighter" (feat. Labrinth)                                         | 2014 | 16 | —  | —  | —  | 30 | —  | —  | —  | —  | —  |                                                                                                  | Demonstration  |
| "Not Letting Go" (feat. Jess Glynne)                                           | 2015 | 1  | 24 | —  | —  | 8  | 42 | 31 | —  | —  | —  | - BPI: Platinum - ARIA: Gold                                                                     | Youth          |
| "Girls Like" (feat. Zara Larsson)                                              | 2016 | 5  | 15 | —  | 25 | 12 | 10 | 17 | 21 | —  | —  | - BPI: Platinum - ARIA: Platinum - RMNZ: Gold - IFPI DEN: Gold                                   | Youth          |
| "Mamacita" (feat. Wizkid)                                                      | 2016 | 45 | —  | —  | —  | 71 | —  | —  | —  | —  | —  | - BPI: Silver                                                                                    | Youth          |
| "Text from Your Ex" (feat. Tinashe)                                            | 2017 | 23 | —  | —  | —  | 60 | —  | —  | —  | —  | —  | - BPI: Silver                                                                                    | Youth          |
| "Find Me" (feat. Jake Bugg)                                                    | 2017 | —  | —  | —  | —  | —  | —  | —  | —  | —  | —  |                                                                                                  | Youth          |
| "Dum Dum" (s Kideko a Becky G)                                                 | 2017 | —  | —  | —  | —  | —  | —  | —  | —  | —  | —  |                                                                                                  | Singly bez alb |
| "Top Winners" (feat. Not3s)                                                    | 2020 | 64 | —  | —  | —  | —  | —  | —  | —  | —  | —  |                                                                                                  | Singly bez alb |
| "Moncler" (feat. Tion Wayne)                                                   | 2020 | —  | —  | —  | —  | —  | —  | —  | —  | —  | —  |                                                                                                  | Singly bez alb |
| "Whoppa" (feat. Sofía Reyes & Farina)                                          | 2020 | —  | —  | —  | —  | —  | —  | —  | —  | —  | —  |                                                                                                  | Singly bez alb |
| "Diamonds" (s Martin Garrix a Julian Jordan)                                   | 2021 | —  | —  | —  | —  | —  | —  | —  | —  | —  | —  |                                                                                                  | Singly bez alb |
| "Love Me Like This" (feat. Maia Wright)                                        | 2021 | —  | —  | —  | —  | —  | —  | —  | —  | —  | —  |                                                                                                  | Singly bez alb |
| "How You Samba" (s Kris Kross Amsterdam & Sofia Reyes)                         | 2023 | —  | —  | —  | —  | —  | 4  | —  | —  | —  | —  |                                                                                                  | Singly bez alb |
| "Blazin" (s Timmy Trumpet & Enisa)                                             | 2023 | —  | —  | —  | —  | —  | —  | —  | —  | —  | —  |                                                                                                  | Singly bez alb |
| "—" denotes a single that did not chart or was not released in that territory. |      |    |    |    |    |    |    |    |    |    |    |                                                                                                  |                |

### Jako vedlejší umělec
| "Eyes Wide Shut" (JLS feat. Tinie Tempah)                                               | 2011 | 8  | —  | —  | —  | —   | 14 | —  | —  | - BPI: Gold                                             | Outta This World               |
| "Hitz" (Chase & Status feat. Tinie Tempah)                                              | 2011 | 39 | —  | —  | —  | —   | —  | —  | —  |                                                         | No More Idols                  |
| "Earthquake" (Labrinth feat. Tinie Tempah)                                              | 2011 | 2  | 4  | —  | —  | —   | 12 | 55 | 5  | - BPI: 2× Platinum - ARIA: 4× Platinum - RMNZ: Platinum | Electronic Earth               |
| "R.I.P." (Rita Ora feat. Tinie Tempah)                                                  | 2012 | 1  | 10 | 51 | 26 | —   | 11 | 56 | 28 | - BPI: Platinum - ARIA: Platinum - IFPI DEN: Gold       | Ora                            |
| "Drinking from the Bottle" (Calvin Harris feat. Tinie Tempah)                           | 2013 | 5  | 16 | —  | —  | 62  | 9  | 44 | 34 | - BPI: Platinum - ARIA: 2× Platinum                     | 18 Months                      |
| "Tsunami (Jump)" (DVBBS a Borgeous feat. Tinie Tempah)                                  | 2014 | 1  | 10 | —  | —  | —   | 7  | —  | 8  | - BPI: Gold - ARIA: Platinum                            | Demonstration (iTunes version) |
| "Crazy Stupid Love" (Cheryl Cole feat. Tinie Tempah)                                    | 2014 | 1  | 43 | —  | —  | 172 | 1  | —  | —  | - BPI: Platinum                                         | Only Human                     |
| "Slick Rick" (J Spades feat. Tinie Tempah & Professor Green)                            | 2015 | —  | —  | —  | —  | —   | —  | —  | —  |                                                         | Singl bez alb                  |
| "Turn the Music Louder (Rumble)" (KDA feat. Tinie Tempah & Katy B)                      | 2015 | 1  | —  | —  | —  | —   | 55 | —  | —  | - BPI: Platinum                                         | Honey a Youth                  |
| "Forever" (Sigma feat. Quavo, Tinie Tempah, Yxng Bane & Sebastian Kole)                 | 2017 | —  | —  | —  | —  | —   | —  | —  | —  |                                                         | Singl bez alb                  |
| "Bancomat" (Sfera Ebbasta feat. Tinie Tempah)                                           | 2018 | —  | —  | —  | —  | —   | —  | —  | —  |                                                         | Rockstar                       |
| "More Life" (Torren Foot feat. Tinie Tempah a L Devine)                                 | 2020 | —  | —  | —  | —  | —   | —  | —  | —  |                                                         | Singl bez alb                  |
| "—" značí, že se nahrávka neumístila v hitparádách nebo v tomto území ani nebyla vydána |      |    |    |    |    |     |    |    |    |                                                         |                                |

### Promo singly
| "Simply Unstoppable (Yes Remix)" (feat. Travis Barker)                                  | 2011 | 33  | Singl bez alb |
| "Hanging On" (Ellie Goulding feat. Tinie Tempah)                                        | 2012 | 144 | Halcyon       |
| "Don't Sell Out" (feat. Candice Pillay)                                                 | 2013 | 70  | Demonstration |
| "5 Minutes"                                                                             | 2014 | —   | Demonstration |
| "Tears Run Dry" (feat. Sway Clark II)                                                   | 2014 | —   | Demonstration |
| "Chasing Flies" (feat. Nea)                                                             | 2017 | —   | Youth         |
| "Something Special"                                                                     | 2017 | —   | Youth         |
| "Shadows" (feat. Bipolar Sunshine)                                                      | 2017 | —   | Youth         |
| "Holy Moly"                                                                             | 2017 | —   | Youth         |
| "—" značí, že se nahrávka neumístila v hitparádách nebo v tomto území ani nebyla vydána |      |     |               |

### Další umístěné písně
| Název                                                                                               | Rok  | Umístění v hitparádě | Album         |
| Název                                                                                               | Rok  | UK                   | Album         |
| --------------------------------------------------------------------------------------------------- | ---- | -------------------- | ------------- |
| "Game Over" (Tinchy Stryder feat. Giggs, Devlin, Example, Professor Green, Tinie Tempah a Chipmunk) | 2010 | 22                   | Third Strike  |
| "We Bring the Stars Out" (feat. Labrinth a Eric Turner)                                             | 2011 | 40                   | Singl bez alb |
| "Someday (Place in the Sun)" (feat. Ella Eyre)                                                      | 2013 | 87                   | Demonstration |
| "It's OK" (feat. Labrinth)                                                                          | 2013 | 180                  | Demonstration |

## Spoluumělec
| Název | Rok  | Album                        |
| --- | ---- | ---------------------------- |
| "Connections" (Chipmunk feat. Tinie Tempah) | 2007 | What Ever the Weather Vol. 2 |
| "Pay Attention" (Bruza, D.E.Velopment, Tinie Tempah a Triple Threat)                                                                                              | 2007 | Shock to the System          |
| "Warning" (D.O.K feat. Bruza, Tinie Tempah, Mz Bratt, Royal, Badness, D.E.Velopment, Krucial a Triple Threat)                                                     | 2007 | Shock to the System          |
| "Ride My Bike" (Bruza, Tinie Tempah, D Dark a Elrae) | 2007 | Shock to the System          |
| "Round and Round" (Terror Danjah feat. Bruza, Wretch 32 a Tinie Tempah)                                                                                           | 2007 | Shock to the System          |
| "Future's Bright" (D.O.K feat. Mz Bratt, Tinie Tempah, Youf, Elrae a Jo-Ci)                                                                                       | 2007 | Shock to the System          |
| "Zumpi Huntah" (Terror Danjah feat. Badness, Mz Bratt, Royal, Bruza, Youf, D.E.Velopment, D Dark, Triple Threat, Tinie Tempah, Krucial, Loudmouth Melvin a 2NICE) | 2007 | Shock to the System          |
| "Be Cool (Remix)" (Wretch 32 feat. Wizzy Wow, Bashy, Chipmunk, Scorcher, Sway a Tinie Tempah)                                                                     | 2008 | Wretchrospective             |
| "Afar" (G FrSH feat. Tinie Tempah) | 2009 | Legoman: Where's My Brick    |
| "Africa" (Mdot-E feat. Tinchy Stryder a Tinie Tempah) | 2009 | Red Carpet                   |
| "Stylo (Labrinth SNES Remix)" (Gorillaz feat. Mos Def, Bobby Womack a Tinie Tempah)                                                                               | 2010 | On Melancholy Hill           |
| "Clock My Swagger (Remix)" (Smiler feat. Smart, Glam a Tinie Tempah)                                                                                              | 2010 | Clarity                      |
| "Hello Good Morning (Team UK Remix)" (Diddy – Dirty Money feat. Tinie Tempah a Tinchy Stryder)                                                                    | 2010 | Hello Good Morning           |
| "Bass Down Low (Tinie Tempah Remix)" (Dev feat. Tinie Tempah) | 2011 | The Night the Sun Came Up    |
| "John" (Chipmunk feat. Tinie Tempah) | 2011 | SPAZZZ.COM                   |
| "#imballin" (G FrSH feat. Tinie Tempah) | 2013 | Legoman II                   |
| "Spend Some Money" (Dizzee Rascal feat. Tinie Tempah) | 2013 | The Fifth                    |
| "Lord Forgive Me" (Krept & Konan feat. Tinie Tempah) | 2013 | Young Kingz                  |
| "Slick Rick (Remix)" (J. Spades feat. Tinie Tempah) | 2014 | Slick Rick (Remix)           |
| "Really Love (Digital Farm Animals Remix)" (KSI feat. Tinie Tempah, Craig David, Yxng Bane a Digital Farm Animals)                                                | 2020 | Remix bez alb                |

## Videoklipy
| Název                                                                                               | Rok  | Režisér          |
| --------------------------------------------------------------------------------------------------- | ---- | ---------------- |
| "Wifey"                                                                                             | 2006 | Adam Brown       |
| "Hood Economics"                                                                                    | 2007 | Adam Brown       |
| "Tears"                                                                                             | 2008 | Adam Brown       |
| "Pass Out"                                                                                          | 2009 | Tim Brown        |
| "Frisky" (feat. Labrinth)                                                                           | 2010 | Tim Brown        |
| "Written in the Stars" (feat. Eric Turner)                                                          | 2010 | Alex Herron      |
| "Miami 2 Ibiza" (Swedish House Mafia vs. Tinie Tempah)                                              | 2010 | Christian Larson |
| "Game Over" (Tinchy Stryder feat. Giggs, Devlin, Example, Professor Green, Tinie Tempah a Chipmunk) | 2010 | Adam Powell      |
| "Invincible" (feat. Kelly Rowland)                                                                  | 2010 | Max & Dania      |
| "Eyes Wide Shut" (JLS feat. Tinie Tempah)                                                           | 2010 | Syndrome         |
| "Wonderman" (feat. Ellie Goulding)                                                                  | 2011 | Robert Hale      |
| "Simply Unstoppable" (s Travis Barker)                                                              | 2011 | Al Sux           |
| "Hitz" (Chase & Status feat. Tinie Tempah)                                                          | 2011 | AG Rojas         |
| "Till I'm Gone" (feat. Wiz Khalifa)                                                                 | 2011 | Dori Oskowitz    |
| "Earthquake" (Labrinth feat. Tinie Tempah)                                                          | 2011 | Syndrome         |
| "Angels & Stars" (Eric Turner feat. Lupe Fiasco a Tinie Tempah)                                     | 2012 | P.R. Brown       |
| "R.I.P." (Rita Ora feat. Tinie Tempah)                                                              | 2012 | Emil Nava        |
| "Drinking from the Bottle" (Calvin Harris feat. Tinie Tempah)                                       | 2013 | AG Rojas         |
| "Trampoline" (feat. 2 Chainz)                                                                       | 2013 | Dawn Shadforth   |
| "Children of the Sun" (feat. John Martin)                                                           | 2013 | Jon Augustavo    |
| "Lover Not a Fighter" (feat. Labrinth)                                                              | 2014 | Emil Nava        |
| "5 Minutes"                                                                                         | 2014 | Si&Ad            |
| "Tears Run Dry"                                                                                     | 2014 | Rankin           |
| "Not Letting Go" (feat. Jess Glynne)                                                                | 2015 | Charlie Robins   |
| "We Don't Play No Games" (feat. MoStack a Sneakbo)                                                  | 2015 | VERTEX           |
| "Girls Like" (feat. Zara Larsson)                                                                   | 2016 | Craig Moore      |
| "Mamacita" (feat. Wizkid)                                                                           | 2016 | Craig Moore      |
| "Something Special"                                                                                 | 2017 | Veryrare         |
| "Chasing Flies" (feat. Nea)                                                                         | 2017 | Emil Nava        |
| "Text from Your Ex" (feat. Tinashe)                                                                 | 2017 | Craig Moore      |
| "Shadows" (feat. Bipolar Sunshine)                                                                  | 2017 | Oliver Jennings  |
| "Find Me" (feat. Jake Bugg)                                                                         | 2017 | Frost            |